# بخش سیندوپالچوک
بخش سیندوپالچوک (به لاتین: Sindhupalchok District) یک بخش در نپال است که در استان شماره ۳ واقع شده‌است. بخش سیندوپالچوک ۲٬۵۴۲ کیلومتر مربع مساحت و ۲۸۷٬۸۱۸ نفر جمعیت دارد.